# Franc Rodé
Franc Rodé (eller Rode), född 23 september 1934 i Rodica, Jugoslavien (nuvarande Slovenien), är en slovensk ärkebiskop och kardinal. Han var ärkebiskop av Ljubljana från 1997 till 2004 och prefekt för Kongregationen för instituten för ett heligt liv och för sällskapen för ett apostoliskt liv från 2004 till 2011.